# Eleição presidencial em São Paulo em 2022
A eleição presidencial em São Paulo em 2022 foi realizada em dois turnos, nos dias 2 e 30 de outubro, o primeiro e o último domingo de outubro, respectivamente, como parte da Eleição presidencial no Brasil em 2022, em que os 26 estados e o Distrito Federal participaram. O candidato do PL, Jair Bolsonaro venceu no 2º turno no estado com 55,24% dos votos válidos, o que equivale a 14.216.587 votos. Lula, do PT, obteve 11.519.882, 44,76% dos votos válidos. Candidato à reeleição, Bolsonaro venceu em 547 munícipios ao todo. Lula obteve maior votação em 97 cidades. Em comparação com o segundo turno de 2018, Bolsonaro foi superado em 83 cidades que havia vencido naquele ano. O candidato do PT, Fernando Haddad foi vencedor em apenas 14 municípios quatro anos antes. 